# 기쿠치 신키치
기쿠치 신키치(일본어: 菊池 新吉, 1967년 4월 12일 ~ )는 일본의 전 축구 선수이다.

## 구단 경력
1986년 일본 사커 리그의 요미우리(베르디 가와사키, 도쿄 베르디)에 입단했다. 5번의 리그 우승을 차지했다. 2000년 가와사키 프론탈레로 임대 이적했다. 2001년 도쿄 베르디로 복귀했다. 2001년까지 도쿄 베르디에서 280경기에 출전. 2001년후 현역 은퇴.

## 국가대표팀 경력
그는 1994년 9월 27일 오스트레일리아과의 경기에서 일본 국가대표팀에 데뷔했다. 1994년 아시안 게임, 1995년 킹 파흐드컵에도 출전했다. 그는 1995년까지 국제 A매치 통산 7경기에 출전했다.

## 통계
| 일본 | 일본 | 일본 |
| 연도 | 출전 | 득점 |
| ---- | ---- | ---- |
| 1994 | 5    | 0    |
| 1995 | 2    | 0    |
| 통산 | 7    | 0    |